# Popowice

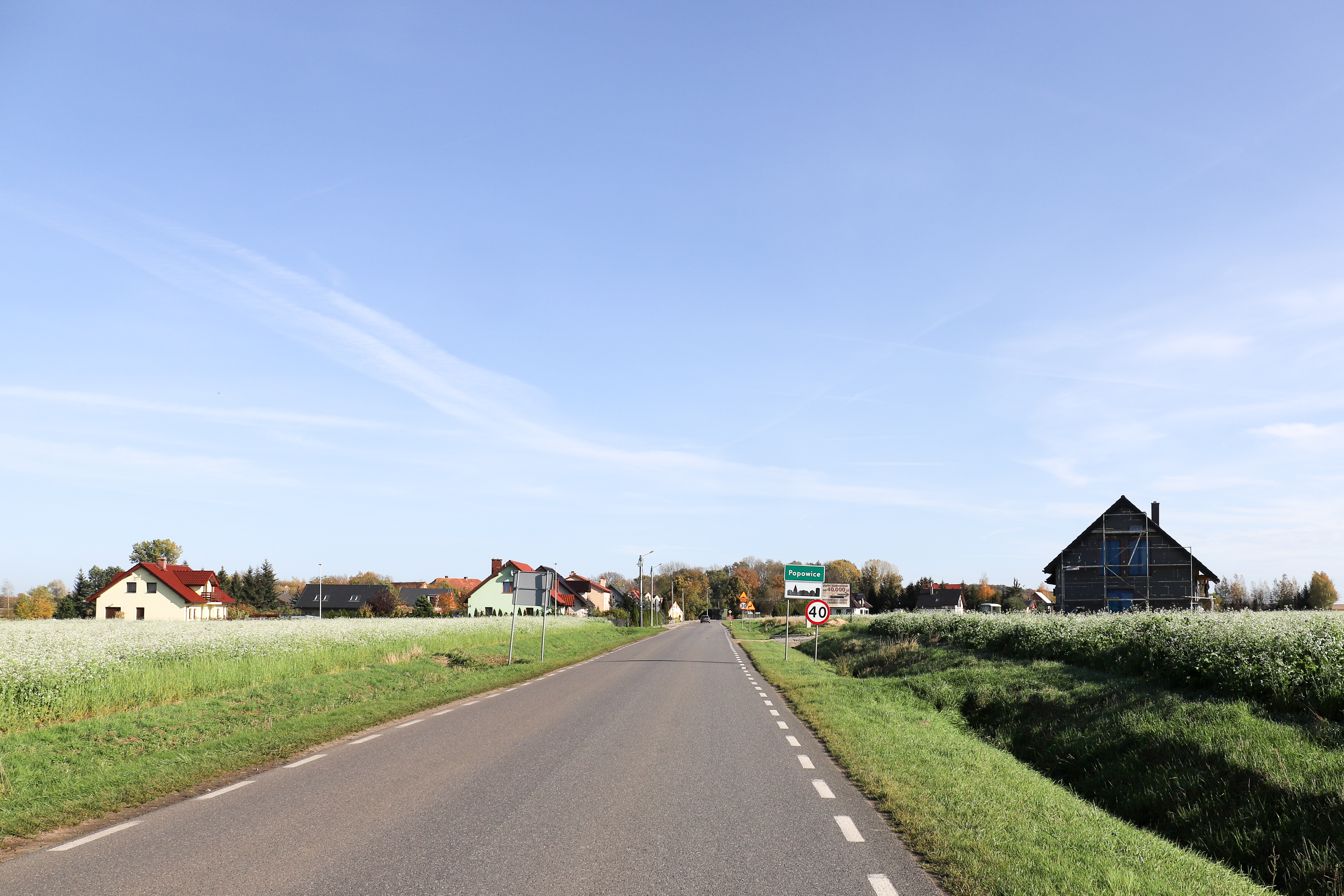
Popowice 2022

Popowice (tyska Poppelwitz) är en by i Nedre Schlesiens vojvodskap i sydvästra Polen. Popowice är beläget omkring 30 kilometer sydsydväst om Wrocław.